# Osmylops armatus
Osmylops armatus is een insect uit de familie van de Nymphidae, die tot de orde netvleugeligen (Neuroptera) behoort. 
Osmylops armatus is voor het eerst wetenschappelijk beschreven door McLachlan in 1867.